# فرانس سن-لوئی
فرانس سن-لوئی (فرانسوی: France Saint-Louis‎؛ زادهٔ ۱۷ اکتبر ۱۹۵۸) بازیکن هاکی روی یخ اهل کانادا بود.